# Emmanuel Biumla
Emmanuel Junior Biumla Bayiha (Yopougon, 8 maggio 2005) è un calciatore francese, difensore dell'Angers.

## Carriera

### Club
Biumla è cresciuto nel settore giovanile del Bordeaux, con cui ha firmato il primo contratto professionistico il 14 giugno 2023. Ha debuttato in prima squadra il 21 agosto seguente nell'incontro di Ligue 2 pareggiato 0-0 contro l'Ajaccio ed Il 23 gennaio 2024 ha segnato il suo primo gol nel successo per 3-1 sul Valenciennes.
Il 31 luglio 2024 ha firmato un triennale con l'Angers, appena promosso in Ligue 1.

### Nazionale
Ha giocato nelle nazionali giovanili francesi Under-19 ed Under-20.

## Statistiche

### Presenze e reti nei club
Statistiche aggiornate al 9 novembre 2024
| Stagione          | Squadra           | Campionato        | Campionato | Campionato | Coppe nazionali | Coppe nazionali | Coppe nazionali | Coppe continentali | Coppe continentali | Coppe continentali | Altre coppe | Altre coppe | Altre coppe | Totale | Totale | Totale |
| Stagione          | Squadra           | Comp              | Pres       | Reti       | Comp            | Pres            | Reti            | Comp               | Pres               | Reti               | Comp        | Pres        | Reti        | Pres   | Reti   |        |
| ----------------- | ----------------- | ----------------- | ---------- | ---------- | --------------- | --------------- | --------------- | ------------------ | ------------------ | ------------------ | ----------- | ----------- | ----------- | ------ | ------ | ------ |
| 2022-2023         | Bordeaux 2        | N3                | 11         | 1          | -               | -               | -               | -                  | -                  | -                  | -           | -           | -           | 11     | 1      |        |
| 2023-2024         | Bordeaux 2        | N3                | 6          | 1          | -               | -               | -               | -                  | -                  | -                  | -           | -           | -           | 6      | 1      |        |
| Totale Bordeaux 2 | Totale Bordeaux 2 | Totale Bordeaux 2 | 17         | 2          |                 | -               | -               |                    | -                  | -                  |             | -           | -           | 17     | 2      |        |
| 2023-2024         | Bordeaux          | L2                | 8          | 1          | CF              | 3               | 0               | -                  | -                  | -                  | -           | -           | -           | 11     | 1      |        |
| 2024-2025         | Angers            | L1                | 9          | 1          | CF              | -               | -               | -                  | -                  | -                  | -           | -           | -           | 9      | 1      |        |
| Totale carriera   | Totale carriera   | Totale carriera   | 34         | 4          |                 | 3               | 0               |                    | -                  | -                  |             | -           | -           | 37     | 4      |        |